# Bangladeschische Frauen-Cricket-Nationalmannschaft in Südafrika in der Saison 2013/14
Die Tour der bangladeschischen Cricket-Nationalmannschaft nach Südafrika in der Saison 2013/14 fand vom 12. bis zum 24. September 2013 statt. Die internationale Cricket-Tour war Bestandteil der Internationalen Cricket-Saison 2013/14 und umfasste drei WODIs und drei WTwenty20s. Südafrika gewann beide Serien mit 3–0.

## Vorgeschichte
Für beide Mannschaften war es die erste Tour der Saison. Das letzte Aufeinandertreffen der beiden Mannschaften bei einer Tour fand in der Saison 2012 in Bangladesch statt.

## Stadien
Die folgenden Stadien wurden für die Tour als Austragungsort vorgesehen.
| Stadion           | Stadt         | Kapazität | Spiele       |
| ----------------- | ------------- | --------- | ------------ |
| Willowmoore Park  | Benoni        | 20.000    | 1. WODI      |
| Centurion Park    | Centurion     | 22.000    | 3. WODI      |
| Wanderers Stadium | Johannesburg  | 34.000    | 2. WODI      |
| Senwes Park       | Potchefstroom | 18.000    | 1. – 3. WT20 |

## Kaderlisten
Die Mannschaften benannten die folgenden Kader.
| WODI | WODI | WTwenty20 | WTwenty20 |
| Südafrika | Bangladesch | Südafrika | Bangladesch |
| --- | --- | --- | --- |
| - Mignon du Preez (K) - Bernadine Bezuidenhout - Trisha Chetty (wk) - Moseline Daniels - Shabnim Ismail - Marizanne Kapp - Alexis le Breton - Lizelle Lee - Marcia Letsoalo - Sunette Loubser - Suné Luus - Yolandi Potgieter - Elriesa Theunissen-Fourie - Dane van Niekerk | - Salma Khatun (K) - Ayasha Rahman - Fahima Khatun - Fargana Hoque - Jahanara Alam - Khadija Tul Kubra - Lata Mondal - Lily Rani Biswas - Nuzhat Tasnia (wk) - Panna Ghosh - Ritu Moni - Rumana Ahmed - Shaila Sharmin - Shathira Jakir - Sultana Yesmin | - Mignon du Preez (K) - Bernadine Bezuidenhout - Trisha Chetty (wk) - Moseline Daniels - Shabnim Ismail - Marizanne Kapp - Alexis le Breton - Lizelle Lee - Marcia Letsoalo - Sunette Loubser - Suné Luus - Yolandi Potgieter - Elriesa Theunissen-Fourie - Dane van Niekerk | - Salma Khatun (K) - Ayasha Rahman - Fahima Khatun - Fargana Hoque - Jahanara Alam - Khadija Tul Kubra - Lata Mondal - Lily Rani Biswas - Nuzhat Tasnia (wk) - Panna Ghosh - Ritu Moni - Rumana Ahmed - Shaila Sharmin - Shathira Jakir - Sultana Yesmin |

## Tour Matches
| xx. yyy Scorecard | Rustenburg | Bangladesch 129 (43.2)                              | – | South Africa Emerging Players 130-2 (32.4) |
|                   |            | South Africa Emerging Players gewinnt mit 8 Wickets |   |                                            |

## Women’s Twenty20 Internationals

### Erstes WTwenty20 in Potchefstroom
| 12. September Scorecard | Potchefstroom | Bangladesch 72-4 (20)           | – | Südafrika 76-1 (13.3) |
|                         |               | Südafrika gewinnt mit 9 Wickets |   |                       |

Bangladesch gewann den Münzwurf und entschied sich als Schlagmannschaft zu beginnen. Als Spielerin des Spiels wurde Trisha Chetty ausgezeichnet.

### Zweites WTwenty20 in Potchefstroom
| 14. September Scorecard | Potchefstroom | Bangladesch 84-6 (20)           | – | Südafrika 85-1 (11.3) |
|                         |               | Südafrika gewinnt mit 9 Wickets |   |                       |

Bangladesch gewann den Münzwurf und entschied sich als Schlagmannschaft zu beginnen. Als Spielerin des Spiels wurde Marizanne Kapp ausgezeichnet.

### Drittes WTwenty20 in Potchefstroom
| 15. September Scorecard | Potchefstroom | Südafrika 109-4 (20)         | – | Bangladesch 106-4 (20) |
|                         |               | Südafrika gewinnt mit 3 Runs |   |                        |

Südafrika gewann den Münzwurf und entschied sich als Schlagmannschaft zu beginnen. Als Spielerin des Spiels wurde Mignon du Preez ausgezeichnet.

## Women’s One-Day Internationals

### Erstes WODI in Benoni
| 20. September Scorecard | Benoni | Bangladesch 149-8 (50)          | – | Südafrika 153-4 (37.5) |
|                         |        | Südafrika gewinnt mit 6 Wickets |   |                        |

Südafrika gewann den Münzwurf und entschied sich als Feldmannschaft zu beginnen. Als Spielerin des Spiels wurde Lizelle Lee ausgezeichnet.

### Zweites WODI in Johannesburg
| 22. September Scorecard | Johannesburg | Südafrika 237-4 (50)          | – | Bangladesch 142 (48.3) |
|                         |              | Südafrika gewinnt mit 95 Runs |   |                        |

Bangladesch gewann den Münzwurf und entschied sich als Feldmannschaft zu beginnen. Als Spielerin des Spiels wurde Mignon du Preez ausgezeichnet.

### Drittes WODI in Centurion
| 24. September Scorecard | Centurion | Bangladesch 177 (48.3)          | – | Südafrika 178-2 (38) |
|                         |           | Südafrika gewinnt mit 8 Wickets |   |                      |

Südafrika gewann den Münzwurf und entschied sich als Feldmannschaft zu beginnen. Als Spielerin des Spiels wurde Trisha Chetty ausgezeichnet.

## Auszeichnungen

### Player of the Match
Als Player of the Match wurden die folgenden Spielerinnen ausgezeichnet.
| Spiel   | Player of the Match |
| ------- | ------------------- |
| 1. WODI | Lizelle Lee         |
| 2. WODI | Mignon du Preez     |
| 3. WODI | Trisha Chetty       |
| 1. WT20 | Trisha Chetty       |
| 2. WT20 | Marizanne Kapp      |
| 3. WT20 | Mignon du Preez     |

## Statistiken
Die folgenden Cricketstatistiken wurden bei dieser Tour erzielt.

### WODIs
| WODIs             | WODIs       | WODIs   | WODIs   | WODIs   | WODIs   | WODIs   | WODIs   | WODIs   |
| Batting           | Batting     | Batting | Batting | Batting | Batting | Batting | Batting | Batting |
| Spieler           | Mannschaft  | Spiele  | Innings | Runs    | Average | HS      | 100s    | 50s     |
| ----------------- | ----------- | ------- | ------- | ------- | ------- | ------- | ------- | ------- |
| Lizelle Lee       | Südafrika   | 3       | 3       | 166     | 55,33   | 77      | 0       | 2       |
| Trisha Chetty     | Südafrika   | 3       | 3       | 131     | 65,50   | 76*     | 0       | 1       |
| Mignon du Preez   | Südafrika   | 3       | 3       | 125     | 62,50   | 100*    | 1       | 0       |
| Ayasha Rahman     | Bangladesch | 3       | 3       | 109     | 36,33   | 70      | 0       | 1       |
| Fargana Hoque     | Bangladesch | 3       | 3       | 103     | 34,33   | 63      | 0       | 1       |
| Bowling           |             |         |         |         |         |         |         |         |
| Spieler           | Mannschaft  | Spiele  | Overs   | Wickets | Average | BBI     | 5W      | 10W     |
| Sunette Loubser   | Südafrika   | 3       | 30.0    | 7       | 11,14   | 3/15    | 0       | 0       |
| Dane van Niekerk  | Südafrika   | 3       | 30.0    | 6       | 12,83   | 3/27    | 0       | 0       |
| Marcia Letsoalo   | Südafrika   | 3       | 24.0    | 5       | 15,20   | 3/35    | 0       | 0       |
| Marizanne Kapp    | Südafrika   | 3       | 25.0    | 3       | 23,00   | 2/26    | 0       | 0       |
| Jahanara Alam     | Bangladesch | 3       | 16.0    | 3       | 23,66   | 1/12    | 0       | 0       |
| Khadija Tul Kubra | Bangladesch | 3       | 24.5    | 3       | 38,00   | 3/43    | 0       | 0       |